# エラスムス・ラインホルト
エラスムス・ラインホルト（Erasmus Reinhold、1511年10月22日 - 1553年2月19日）は、ドイツの天文学者で、『プロイセン表』の作成者。
ザールフェルト出身。ヴィッテンベルク大学で学び、副牧師、後に牧師になった。
1536年、ラインホルトはフィリップ・メランヒトンからヴィッテンベルク大学の数学教授に任命され、天文学の研究に取り組むようになる（当時の数学は天文学も含んでいた）。ちなみに同じ年、ゲオルク・レティクスもヴィッテンベルク大学の教授に就任しており、ラインホルトの協力者となっている。
ラインホルトは多くの星表を作り、1551年には、ニコラウス・コペルニクスの理論に基づいた天体運行表を出版した。これは『プロイセン表』と命名され、ドイツにコペルニクス体系を広めるのに役立った他、グレゴリオ暦の基礎となった。
ラインホルトは他にも、ゲオルク・プールバッハの『惑星の新理論』の注釈書も著している。